# Sabana Buey
Sabana Buey är en ort i Dominikanska republiken.   Den ligger i provinsen Peravia, i den södra delen av landet, 60 km väster om huvudstaden Santo Domingo. Sabana Buey ligger 78 meter över havet och antalet invånare är 2 265.
Terrängen runt Sabana Buey är platt söderut, men norrut är den kuperad. Havet är nära Sabana Buey åt sydväst. Runt Sabana Buey är det ganska tätbefolkat, med 129 invånare per kvadratkilometer. Närmaste större samhälle är Matanzas, 11,7 km öster om Sabana Buey. Trakten runt Sabana Buey består i huvudsak av gräsmarker.